# 47054 Jacquesblamont
47054 Jacquesblamont este o planetă minoră (asteroid), cu un diametru de 3,495 km, din centura de asteroizi. A fost descoperită pe 7 decembrie 1998 la Caussols de OCA-DLR Asteroid Survey⁠(d). 
Obiectul prezintă o orbită caracterizată de o semiaxă mare de 2,7695749387875 UAi, o excentricitate de 0,1281644490226, o înclinație de 10,189516530705 ° în raport cu ecliptica.